# آرام‌اس کویته
آرام‌اس کویته (به انگلیسی: RMS Quetta) یک کشتی بود که طول آن ۳۸۰ فوت (۱۲۰ متر) بود. این کشتی در سال ۱۸۸۱ ساخته شد.